# Три дня на размышление (роман)
«Три дня на размышление» (латыш. Trīs dienas pārdomām), также Уголовное дело на три дня (латыш. Krimināllieta trijām dienām), Трёхдневный детектив — роман Андриса Колбергса в жанре социально-психологического детектива. Динамичный сюжет преступления и расследования переплетён с панорамой социальной жизни: показана «изнанка общества» советской Латвии, психология советской уголовной преступности. Роман был экранизирован в 1980 году.

## Содержание

### Завязка
Действие происходит в Риге летом 1973 года. В магазине трикотажных изделий совершено вооружённое ограбление, похищены 86000 рублей. Один инкассатор серьёзно ранен, другой убит. Преступники скрылись на автомашине такси. Милиция начинает расследование. Руководит опергруппой полковник Конрад Улф, ему помогают заместитель капитан Алвис Грауд и инспектор РОВД капитан Юрис Гаранч.
Свидетель-пенсионер Николай Голубовский якобы узнал преступника, нанесшего удар одному из инкассаторов — будто бы это знакомый ему часовой мастер. Начинается интенсивный розыск часовщика, который в день ограбления покинул Ригу. Однако след оказывается ложным, милиция в лице капитана Гаранча лишь теряет время на этом направлении.
Установлен номер такси и имя шофёра, отряжённого в тот день на инкассацию в банк. Это Людвиг Римша, проживающий в собственном доме в посёлке близ Риги. Однако Римша исчез. Автомобиль также не удаётся обнаружить. Капитан Грауд допрашивает жену водителя Нелли. В поле зрения попадают также сосед Римшей домовладелец Козинд и молодой приятель Хуго Лангерманис. В далёком уже прошлом Козинд был служебным водителем директора большого завода, а Лангерманис — пасынок бывшего директора, которого звали Ромуальд Сашко.

### Ретроспектива
В своё время Ромуальд Сашко был заслуженным человеком: фронтовик с наградами, глава передового промышленного предприятия. Однако специфика советской плановой экономики побуждала к должностным преступлениям «ради дела», переросшим в масштабную коррупцию. Сашко и его приближённые совершали крупные хищения.
Морально Сашко оправдывает себя негативными объективными условиями, порочной хозяйственной системой. Деньги он тратит в основном на содержание избалованного пасынка Хуго, причём наибольшие суммы экономит на его будущее. Кроме того, располагая большими средствами, Сашко становится завсегдатаем подпольного игорного дома. Содержателем этого картрана является Николай Голубовский — известный в преступном мире Риги старый аферист по кличке Крыса.
В конце 1950-х Сашко был арестован и приговорён к нескольким годам заключения. Ему удалось скрыть подлинные масштабы хищений (в том числе благодаря молчанию свидетеля Козинда). Основные деньги сохраняются в тайнике. Незадолго до денежной реформы Сашко совершает однодневный побег из ИТК, достаёт деньги и осуществляет вложение — покупает у Голубовского большую партию золота. Но при нём остаются более 100000 неденоминированных рублей, которым он не видит применения.
Стараясь быстрее вернуться в колонию и скрыть побег, Сашко останавливает попутную машину. По случайности за рулём оказывается Козинд. Сашко отдаёт деньги своему бывшему водителю — под расписку, в которой сказано, что Козинду известно происхождение этих средств от хищений государственной собственности. Сделка представляется взаимовыгодной: Сашко в последний момент удалось вложить пропадающие деньги; Козинд решает купить дом с садом, заняться торговлей гладиолусами и с будущих доходов вернуть долг.
Сашко не успевает вернуться в колонию незамеченным. За побег он попадает под суд и получает ещё два года срока. Однако он не очень переживает — главное для него финансово обеспечить будущее Хуго. Планы же Козинда терпят крах — ему не удаётся выращивание гладиолусов, дом и сад лишь превращают жизнь семьи (Козинд женат, имеет двух дочерей) в беспросветный труд с жёсткой экономией на всём.
Освободившись, Сашко возвращается в Ригу. Он приходит к Голубовскому-Крысе и узнаёт, что «господа» порвали с ним отношения, хода в картран ему больше нет. Хуго встречает отчима приветливо, но тоже ничем особо не радует — молодой человек не учится, не работает, жизнь проводит в гулянках и явно рассчитывает и впредь жить на деньги Сашко. Пожилой человек — прошедший войну и заключение, когда-то принадлежавший к элите и переживший падение — возмущён всеобщей неблагодарностью.
Сашко приходит к Козинду за долгом. Тот отдаёт ему все наличные деньги, но это лишь 500 рублей. Козинд лжёт, будто деньги у него есть, но вложены, ему якобы надо их собрать. Сашко даёт на это две недели сроку. Он договаривается с Голубовским о ежемесячных переводах для Хуго и с полной сумкой золота улетает в Аджарию.
Он собирается остаться в Аджарии на жительство при помощи местного номенклатурного начальника-коррупционера Анзора Агулии, своего давнего партнёра по криминальным операциям с валютой. Сашко не знает, что Агулия арестован и в его доме устроена милицейская засада. Он приходит туда с золотом, попадает в руки милиции, отправляется под суд и получает пятнадцать лет заключения.
В колонии Ромуальд Сашко узнаёт, что пасынок Хуго влез в аферу с лотерейными билетами. В результате Лангерманис потерял 8000 рублей, взятых в долг у Голубовского под нотариальную расписку. Сашко немедленно принимает долг на себя. Это успокаивает Голубовского, уверенного в платежеспособности Сашко. Лангерманис же стремительно катится вниз. Лишившись привычного денежного обеспечения, не имея привычки к труду, он живёт мелкими мошенничествами (формально работает на спасательной станции в безопасном месте, где обязанности равны безделью). Вину за своё положение при этом возлагает на отчима — к которому отказывается ехать на свидание и перестаёт писать.
Сашко попадает в больницу при колонии. Его соседом оказывается мелкий уголовник по кличке Вася Кот. Перед смертью Сашко успевает попросить его после освобождения съездить в Латвию найти Хуго Лангерманиса и сказать ему, где находится тайник, с которым он «знает, что делать». Вскоре Ромуальд Сашко умирает.
На его смерть разные люди реагируют по-разному. Лангерманис считает это чуть ли не «предательством», Голубовский впадает в истерику и грозит дать ход расписке, успокоенному Козинду «даже стало немного жаль Сашко».

### Развитие
Вася Кот приезжает и находит Хуго Лангерманиса. В тайнике обнаруживается бутылка. Но, к разочарованию Васи, в ней нет ни денег, ни ценностей, а только записка «да ещё на языке, которого Вася не знал». Пожив некоторое время у Хуго, Вася исчезает, захватив с собой «всё, что можно было унести» (впоследствии милиция обнаруживает его на очередной отсидке за украденный велосипед).
В бутылке спрятана расписка Козинда. С ней Хуго связывает теперь все свои надежды на будущее. Он приходит к Козинду и шантажирует его. Козинд поначалу собирается выгнать Лангерманиса, но внезапно осознаёт, «что Хуго сильнее, что в отличие от отчима ему нечего бояться суда, и что бояться нужно только ему, Козинду». Денег у Козинда нет, но он начинает искать способы.
Козинд и его семья приятельствуют с соседями — четой Римша. Они знают, что, при всём материальном благополучии (хороший дом, высокие заработки мужа) Людвиг и Нелли не очень счастливы в браке. Они сочетались в основном для социальной адаптации: Людвигу нужна была помощница в быту, Нелли старалась закрепиться в незнакомой местности. Между ними нет ссор и скандалов, но они мало общаются, мало интересуются друг другом. Людвиг занят работой в таксопарке, домом и огородом. Нелли, не отрываясь от телевизора, размышляет о своей «загубленной жизни» и очень переживает оттого, что из-за аборта не может иметь детей.
В доме Римшей, по сговору с Козиндом, появляется Хуго Лангерманис. Нелли быстро теряет голову и становится его любовницей. Простодушный Людвиг этого не замечает, принимает Хуго как нового приятеля, показывает ему свои охотничьи ружья. Нелли готова в любой момент бросить мужа ради Хуго. Тот, со своей стороны, намерен присвоить богатое имущество Людвига, обратить его в деньги и уехать на другой конец СССР.
Однако Хуго узнаёт, что жена не имеет юридических прав на имущество Людвига. Он устраивает скандал Козинду: «Доставай деньги!» И тогда Козинд вспоминает рассказы Людвига, как ему приходилось возить инкассаторов.
Подростком в послевоенной Риге Козинд примыкал к вооружённой банде, занимавшейся грабежами и разбоями. При разгроме банды милицией (со стрельбой и кровопролитием) ему удалось скрыться. Он постарался забыть эту часть своей биографии. Но теперь перед ним возникает призрак «большого дела», которое не удалось тогда. Он начинает воображать себя «Лейтенантом» (кличка убитого в перестрелке главаря банды). На преступление он идёт уже не столько ради расчёта с Хуго, сколько ради собственного обогащения.
Козинд разрабатывает план. С помощью Нелли, готовой на всё от истеричной влюблённости в Хуго, запереть Людвига в подсобке его же дома, на его такси и с его документами привезти инкассаторов, оглушить их — одного в магазине, другого в машине — похитить и разделить деньги. При этом инсценируется разбойное нападение на дом Римшей: Нелли подтвердит, что её связали «неизвестные», и они же закрыли Людвига («Пусть Нелли оставит окно со стороны леса открытым»). Одновременно Голубовский-Крыса — он рвётся получить назад свои восемь тысяч, желательно с процентами — «случайно» оказавшись в магазине, собьёт милиции след россказнями про часовщика (с которым у него личные счёты — Голубовский считает, что тот испортил ему часы).
Законопослушный обыватель Козинд стремительно меняется как личность. Лангерманис начинает его бояться. «Хорошо бы запустить руку ещё в козиндову долю! Но Хуго скосил глаза, увидел лицо Козинда и понял, что возьмёт ровно столько, сколько Козинд даст».

### Кульминация
Преступный план начинает обламываться с самого начала. Соседка Тереза — младшая дочь Козинда и приятельница Нелли — замечает в окно, как в дом Римшей проникает Хуго Лангерманис. Она звонит Нелли, они вместе смеются над обманутым Людвигом. В замысел отца Тереза не посвящена. Хуго испуган — он не выполнил инструкцию Козинда, зашёл вместо окна через дверь и оказался «засвечен». Но дальше делается как задумано: Хуго и Нелли запирают Людвига в домашней кочегарке. На его такси в магазин едет с инкассаторами Козинд.
Ограбление происходит в гораздо более жестокой форме, нежели планировалось. Ударом резиновой дубинки Лангерманис проламывает инкассатору череп. Когда второй инкассатор бросается из машины на помощь, Козинд убивает его выстрелом из обреза. Грабёж превращается в экстремальное ЧП.
Козинду и Лангерманису на машине Римши удаётся уйти с места преступления. Распределив деньги, они расходятся. Козинд усердно работает в саду, стараясь, чтобы его видели соседи. Хуго сидит у Нелли, восхищённо пересчитывая деньги и сравнивая себя с Ромуальдом Сашко («Отчиму, конечно, он проигрывал значительно, но был достойным соперником»). Нелли погружена в депрессию, жалеет, что участвовала в грязном деле — хотя всей правды она не знает, Хуго сказал ей, будто с инкассаторами они в сговоре и удары будут инсценировкой.
Запертому в кочегарке Людвигу удаётся опрокинуть дверь. Услышав это, Хуго хватает охотничье ружьё хозяина, заряжает его жаканом (хотя, не имея понятия об охоте, мог взять и голубиную дробь) и спускается вниз. За ним бросается Нелли, исполненная чувства вины перед мужем и ненависти к любовнику. Обезумевший от страха Лангерманис убивает сначала Людвига, потом Нелли.
Ночью капитана Грауда будит телефонный звонок Терезы Козинд: в доме Римшей горит свет, царит тишина, телефон никто не снимает. Прибывшая опергруппа Улфа обнаруживает три трупа: Людвига, Нелли и Хуго. В комнате Нелли найдены инкассаторские мешки с половиной награбленных денег.

### Развязка
К полковнику Улфу является Голубовский и просит посадить его в тюрьму. Он знает о гибели Хуго Лангерманиса и боится, что неизвестный ему второй бандит убирает теперь свидетелей. Конрад Улф узнаёт Николая Голубовского. В досоветской Латвии, при режиме Карлиса Ульманиса, молодой юрист Улф сидел в тюрьме за участие в коммунистическом подполье. Среди соседей по камере был содержатель борделя Голубовский, будущий Крыса. Этот человек омерзителен Улфу. «В те времена, при капиталистическом обществе, нам, трудящимся… — В те времена вам, сутенёру, слишком мало дали!» Тем не менее, полковник выполняет пожелание Крысы об аресте — но на условиях подробнейших показаний.
Конрад Улф приезжает к дому Римшей. Тщательно осмотрев место, он делает вывод: Людвиг и Нелли убиты здесь, но труп Хуго сюда доставлен специально, из какого-то другого места. Маршрут удаётся определить по следам. Они ведут во двор Козинда. Сам Козинд поливает гладиолусы. К нему подходит Улф: «В глазах его сквозила непреклонность».
На следствии Козинд сказал, что вынужден был убить Лангерманиса, потому что тот сошёл с ума. В это склонны поверить, ибо экспертам-психиатрам стало известно, что Хуго вскакивал во сне и выкрикивал: «Суд идёт! Отчим и Крыса хотят отсудить свои деньги, но у меня маленькая зарплата!»
В завершающем эпизоде капитан Грауд проезжает мимо бывшего дома Римшей и дома Козиндов по совершенно другому делу. Он видит работающую в саду Терезу. Девушка симпатична ему, даже своим католическим именем. Но милиционеру нечего ей сказать, Грауд проезжает мимо.

## Персонажи
- Конрад Улф — полковник милиции, начальник угрозыска, бывший коммунист-подпольщик
- Алвис Грауд — капитан милиции, помощник Улфа.
- Юрис Гаранч — капитан милиции, инспектор районного отдела
- Ромуальд Сашко — бывший директор завода, «подпольный миллионер»
- Хуго Лангерманис — пасынок Сашко, без определённых занятий, грабитель
- Козинд — водитель начальства, бывший шофёр Сашко, грабитель
- Николай Голубовский, он же Крыса — пенсионер, бывший содержатель публичного дома, затем содержатель картрана, стяжатель, пособник грабителей
- Людвиг Римша — водитель такси
- Нелли Римша — его жена, любовница Лангерманиса
- Тереза — дочь Козинда
- Вася Кот — вор

## Концепция
Роман Андриса Колбергса привлекал читателя не только динамичным сюжетом и детективной интригой. Интерес вызывали также социальная и психологическая стороны повествования.
Через трагический образ Сашко с большой откровенностью затрагивалась тематика советской теневой экономики; впечатляла эволюция фронтовика с безупречной прежде биографией, вызванная объективными условиями хозяйствования. Яркими получились и другие персонажи, в том числе те, на которых демонстрировалась опасность затаённого потенциала властолюбия, алчности и жестокости. Сгущение таких фигур компенсировалось положительными образами сотрудников милиции, прежде всего ветерана-коммуниста Улфа.
Критика «мещанства» и «вещизма» велась в романе с высокой художественностью и глубоким психологизмом (особенно на тёмных образах Лангерманиса, Козинда и Голубовского) — и потому воспринимались иначе, нежели от официоза. Наконец, характерны были картины городского и сельского быта в Латвийской ССР различных периодов, далёкие от пропагандистских стандартов.

## Публикация и экранизация
Первая публикация увидела свет на латышском языке в издательстве Liesma под названием Уголовное дело на три дня в 1977. На русском языке роман вышел в 1979 под названием Трёхдневный детектив. В 1983 повесть была напечатана в сборнике детективов Андриса Колбергса Три дня на размышление (издательство Советский писатель).
В 1980 по мотивам повести был снят одноимённый телефильм. Сценарий по сравнению с романом значительно изменён.